# Evropská silnice E46
Evropská silnice E46 je evropskou silnicí 1. třídy. Začíná ve francouzském Cherbourg-Octeville a končí v belgickém Lutychu. Celá trasa měří 720 kilometrů.

## Trasa
- Francie
  - Cherbourg-Octeville – Caen – Rouen – Remeš – Charleville-Mézières

- Belgie
  - Lutych

## Galerie

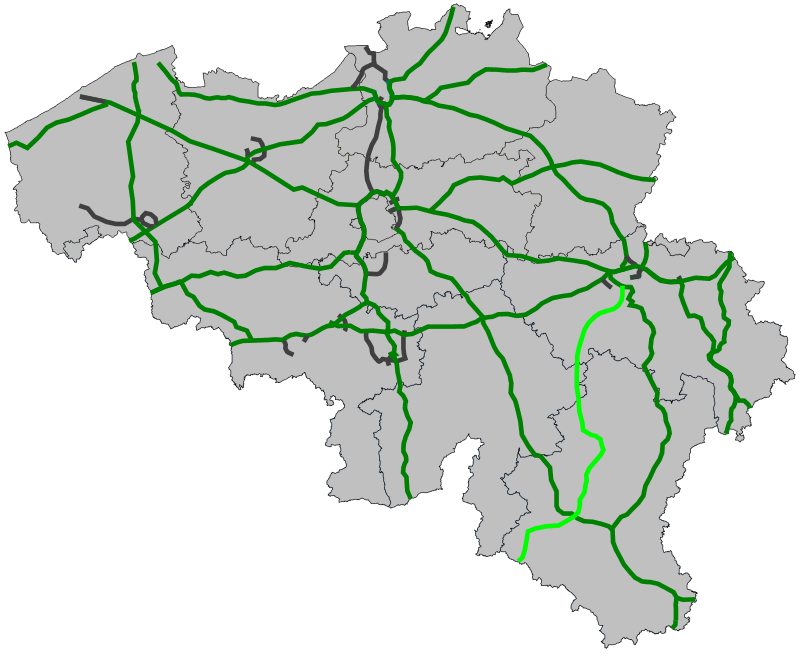
Trasa E46 v Belgii
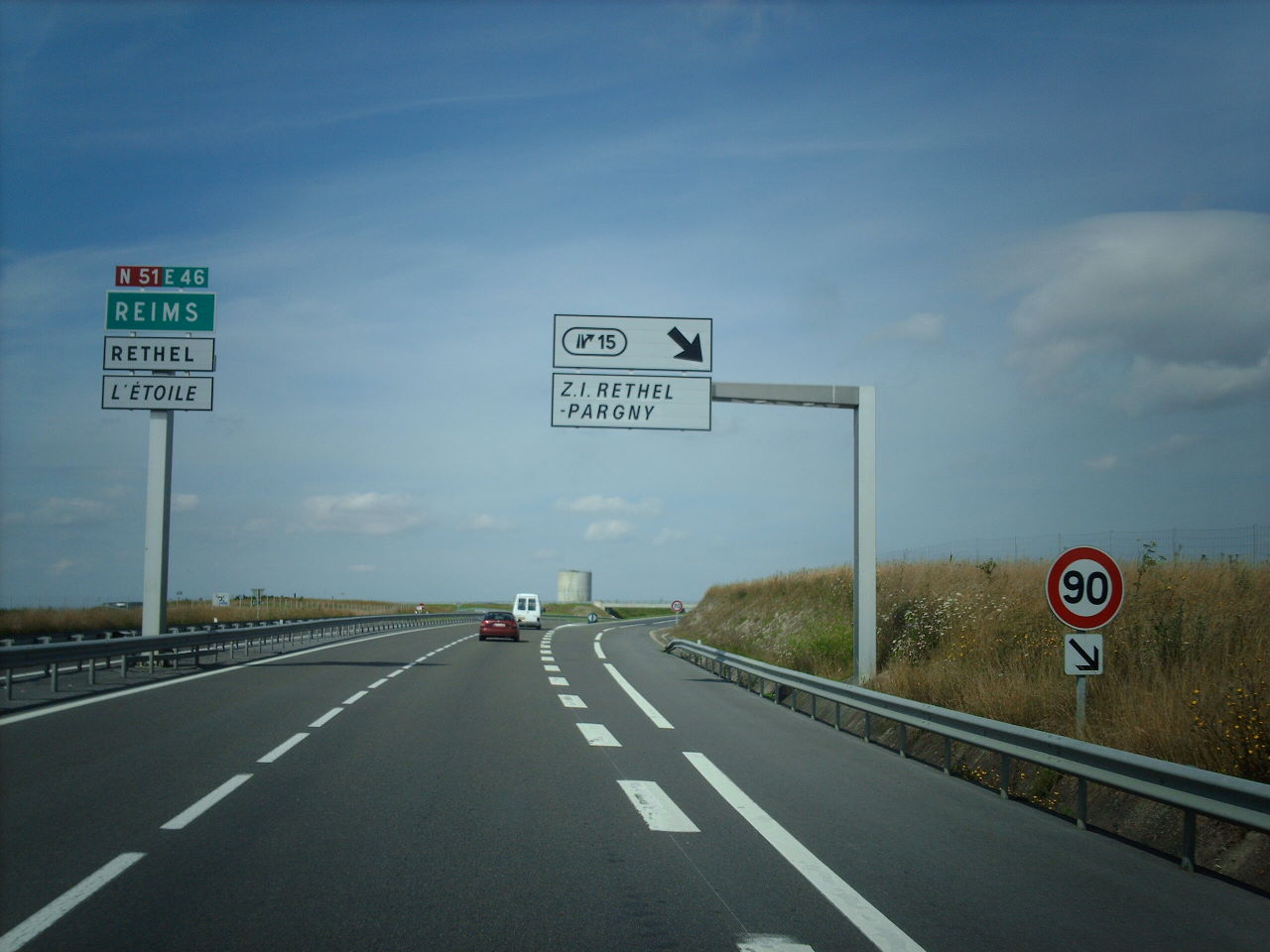
E46
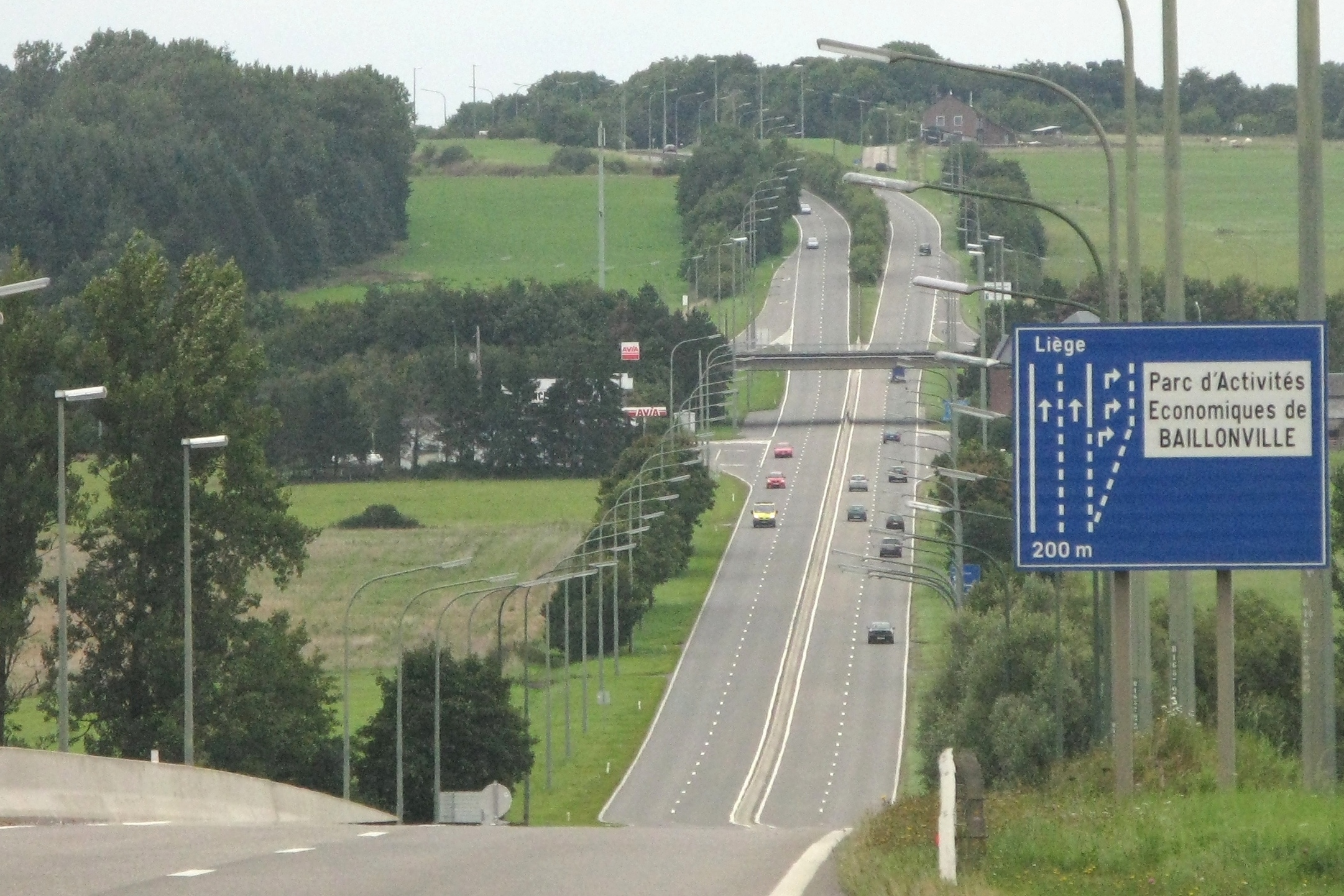
E46